# Albert Sarraut
Albert Sarraut (Bordeaux, 28 luglio 1872 – Parigi, 26 novembre 1962) è stato un politico francese.
Si era laureato in diritto ed era stato eletto deputato dell'Aude nelle schiere del Partito Repubblicano, Radicale e Radical-Socialista dal 1902 al 1924, mentre dal 1926 al 1945 è eletto senatore.
Fece parte della commissione per la Legge di separazione tra Stato e Chiese del 1905.
La carriera politica è stata rapida in quanto nel periodo 1914-1915 è Ministro dell'Istruzione Pubblica e delle Belle Arti nel II Governo René Viviani.
Negli anni successivi si succedono i ministeri:
- 20 gennaio 1920 - 8 giugno 1924: Ministro delle Colonie nei Governi Alexandre Millerand, Georges Leygues, VII Governo Aristide Briand e II Governo Raymond Poincaré
- 21 febbraio 1930 - 2 marzo 1930: Ministro della Marina nel Governo Camille Chautemps
- 31 dicembre 1930 - 27 gennaio 1931: Ministro della Marina Militare nel Governo Théodore Steeg
- 18 giugno 1932 - 26 ottobre 1933: Ministro delle Colonie nel III Governo Édouard Herriot e poi nei Governi Joseph Paul-Boncour e Édouard Daladier
- 26 novembre 1933 - 30 gennaio 1934: Ministro della Marina nel II Governo Chautemps
- 9 febbraio 1934 - 8 novembre 1934: Ministro dell'Interno nel Governo Gaston Doumergue
- 22 giugno 1937 - 13 marzo 1938: Ministro di Stato nel III e IV Governo Camille Chautemps
- 13 marzo 1938 - 10 aprile 1938: Ministro di Stato nel II Governo Léon Blum
- 10 aprile 1938 - 21 marzo 1940: Ministro dell'Interno nel III Governo Édouard Daladier
- 21 marzo 1940 - 16 giugno 1940: Ministro dell'Educazione Nazionale nel Governo Paul Reynaud

È stato il Primo Ministro della Francia per due volte: la prima dal 26 ottobre al 26 novembre 1933, in cui era anche Ministro della Marina, e la seconda dal 24 gennaio al 4 giugno 1936, in cui era anche Ministro dell'Interno.
Si ritirò dalla politica dopo che Philippe Pétain con la Repubblica di Vichy aveva dissolto l'Assemblea Nazionale nel luglio 1940. Prese il controllo del giornale appartenente alla famiglia, La Depeche de Toulouse, dopo che l'editore, il fratello Maurice, era stato assassinato dalla Milizia nel 1943.

## Pubblicazioni
- La Mise en valeur des colonies françaises, Payot, Parigi, 1923,
- Indochine, « Images du monde », Firmin Didot, Parigi, 1930.
- Grandeur et servitude coloniales, Éditions du Sagittaire, Parigi, 1931.